# Tournefortia odorata
Tournefortia odorata là loài thực vật có hoa trong họ Mồ hôi. Loài này được Sessé & Moc. miêu tả khoa học đầu tiên năm `894.